# Anja Quast
Anja Magdalena Quast (* 17. Februar 1971 in Hamburg) ist eine deutsche Politikerin der Sozialdemokratischen Partei Deutschlands (SPD) und seit 2020 Mitglied der Hamburgischen Bürgerschaft.

## Leben
Im Jahr 1990 legte sie ihr Abitur am Gymnasium Oberalster in Hamburg-Sasel ab und trat noch im selben Jahr der Hamburger SPD bei. Anschließend studierte sie in Hamburg Politikwissenschaften und schloss ihr Studium 1997 mit dem Magister artium ab. Von 2001 bis 2020 war sie Mitglied der Bezirksversammlung Wandsbek, davon von 2011 bis 2020 als Vorsitzende der SPD-Fraktion. Am 23. Februar 2020 zog sie bei der Bürgerschaftswahl in Hamburg 2020 als Abgeordnete in die Hamburgische Bürgerschaft ein.
Quast lebt in Hamburg und ist Mutter von drei Kindern.